# Vierter Syrischer Krieg
Der Vierte Syrische Krieg war die vierte militärische Auseinandersetzung zwischen dem ptolemäischen Ägypten und dem Seleukidenreich. Seine heiße Phase begann im Jahr 219 v. Chr. und er endete mit einem Friedensschluss zwei Jahre später.

## Vorgeschichte
In beiden Reichen hatte es einen Regierungswechsel gegeben: Der Seleukide Antiochos III. war 223 v. Chr. an die Macht gekommen, der Ägypter Ptolemaios IV. 221 v. Chr., beide waren etwa 20 Jahre alt. Der ehrgeizige Antiochos III. hatte es sich zum Ziel gesetzt, das Reich seiner Väter im früheren Umfang wiederherzustellen, wozu er als erstes die Durchsetzung vermeintlicher Rechtsansprüche gegenüber dem Ptolemäerreich vorgesehen hatte – und mit der er im Sommer 221 v. Chr., also kurz nach dem Thronwechsel in Ägypten begann.
Das Seleukidenheer marschierte in die Bekaa-Ebene ein, traf dort jedoch auf vorbereitete ägyptische Truppen unter ihrem Oberkommandierenden Theodotos, der bereits einen Sperrriegel hatte errichten lassen, an dem sämtliche Durchbruchsversuche des Seleukidenheeres scheiterten. Ein abtrünniger Satrap im eigenen Herrschaftsgebiet veranlasste Antiochos dann dazu, den Versuch vorerst abzubrechen und sich dem internen Problem zuzuwenden.

## Kriegsverlauf
Nachdem Antiochos die Ruhe in seinem Reich wieder hergestellt hatte, brachen die tatsächlichen Kampfhandlungen aus: Im Frühjahr 219 v. Chr. gelang es ihm, das seit 27 Jahren von den Ptolemäern beherrschte Seleukeia Pieria, die zu Antiochia am Orontes gehörende Hafenstadt, mit Hilfe von Verrat in seine Hand zu bekommen. Parallel dazu bekam er unerwartete Unterstützung durch den bereits genannten Theodotos, der auf eine gegen ihn gerichtete Intrige am Hof in Alexandria dadurch reagierte, dass er zu Antiochos überlief und die ihm unterstellte syrische Grenzprovinz aushändigte. Antiochos nutzte die Gelegenheit und marschierte mit seinem Heer nach Süden. Tyros und Ptolemais (Akkon) ergaben sich kampflos und vierzig eroberte ägyptische Kriegsschiffe wurden in die seleukidische Flotte eingegliedert.
Die Verteidigungsmaßnahmen, die in Alexandria nun anliefen, veranlassten Antiochos dazu, sich zunächst mit der Sicherung seiner Herrschaft in Palästina zufriedenzugeben, zumal die örtliche Bevölkerung ihn weitaus weniger freudig empfing, als er es erhofft haben mag. Ende 219 wurde ein viermonatiger Waffenstillstand geschlossen.
Die diplomatischen Verhandlungen, die während des Waffenstillstands abliefen, hatten von ägyptischer Seite das ausschließliche Ziel, Zeit zu gewinnen, um die eigenen Rüstungsanstrengungen abschließen zu können, zu denen auch eine tiefgreifende Militärreform gehörte. Antiochos schien das, was auf der Gegenseite tatsächlich ablief, nicht bemerkt zu haben.
Das Kriegsjahr 218 v. Chr. verzeichnete fast ausschließlich Aktivitäten auf seleukidischer Seite und in Syrien, wo die ägyptischen Verbände, die vor einem Jahr von Antiochos’ Vormarsch überrollt worden waren, weiterhin hinhaltenden Widerstand leisteten.
Erst im Jahr 217 v. Chr. kam es zur Entscheidung, nachdem die ägyptischen Rüstungsmaßnahmen zum Ziel gekommen waren. Ptolemaios IV. marschierte von Pelusium Richtung Norden, Antiochos war nach Süden unterwegs. In der Nähe von Gaza trafen beide Heere am 18. Juni 217 v. Chr. in der Schlacht bei Raphia aufeinander. Die Ägypter trugen den Sieg davon, Antiochos gab sich geschlagen und kehrte nach Antiochia zurück. Ptolemaios stellte seine Ordnung in Syrien wieder her, ließ dann aber bei den Friedensverhandlungen in Antiochia (die er durch Raubzüge ins seleukidische Grenzgebiet voranzubringen trachtete) lediglich das zuvor bereits Bestehende vertraglich absichern. Einzig die Stadt Seleukeia Pieria wurde an Antiochos zurückgegeben, weil man in Ägypten zu der Auffassung gelangt war, sie ohnehin nur mit unverhältnismäßig großem Aufwand halten zu können.